# Autobiografické spisy Karla Maye
Autobiografické spisy Karla Maye jsou většinou úzce svázány s autorovou snahou bránit se hrubým útokům jeho odpůrců, kteří skandalizovali jeho minulost (velmi nevybíravým způsobem mu byla předhazována tvorba kolportážních románů a také téměř sedm let strávených ve vězení).

## Přehled autobiografických spisů
Mezi autobiografické spisy Karla Maye se řadí:
- kniha Můj život a mé cíle (1910, Mein Leben und Streben), kterou May napsal jako svou obhajobu proti skandalizování své minulosti a svého literárního díla,
- další autorovy autobiografické a polemické stati s jeho odpůrci, zejména Moje zpověď (1908, Meine Beichte),
- různé texty související se snahou Karla Maye očistit své jméno prostřednictvím soudních žalob,
- zápisky z cest,
- Mayova korespondence.

Nakladatelství Karl-May-Verlag věnuje autorovým autobiografickým spisům v rámci jeho Sebraných spisů těchto jedenáct svazků:
- Ich – Karl Mays Leben und Werk (Já – Život a dílo Karla Maye), třicátý čtvrtý svazek díla, obsahuje Můj život a mé cíle (1910, Mein Leben und Streben), Moje zpověď (1908, Meine Beichte) a Vzhůru do říše ušlechtilých lidí! (1912, Empor ins Reich der Edelmenschen!), což je text Mayovy poslední přednášky ve Vídni, kterou měl osm dní před svojí smrtí. Zbytek svazku tvoří biografické práce o Karlu Mayovi.
- In fernen Zonen – Karl Mays Weltreisen (V dálavách – Cesty Karla Maye po světě), osmdesátý druhý svazek díla vydaný roku 1999, týká se autorovy cesty do Orientu v letech 1899–1900 a do Ameriky roku 1908.
- Am Marterpfahl – Karl Mays Leidensweg (U mučednického kůlu – Cesta utrpení Karla Maye), osmdesátý třetí svazek díla vydaný roku 2001, obsahuje spisy Brakové nakladatelství (1905, Ein Schundverlag) a Brakové nakladatelství a jeho pomahači (1909, Ein Schundverlag und seine Helfershelfer), ve kterých Karel May popsal praktiky ve vydavatelství kolportážních románů drážďanského nakladatele Heinricha Gottholda Münchmeyera, kde falšovali jeho rukopisy (doplňovaly do nich nemravné erotické scény). K nim přiřazený spis 4. trestní komoře Královského zemského soudu v Berlíně III (1910, An die 4. Strafkammer des Königlichen Landgerichts III in Berlin) je obranný spis určený soudu, ve kterém May vypočítává a vyvrací celou řadu pomluv a lží, kterých byl v posledních letech svého života terčem.
- Von Ehefrauen und Ehrenmännern (O manželkách a čestných mužích), osmdesátý pátý svazek díla vydaný roku 2004, obsahuje biografické a polemické stati z let 1899–1910, zejména Emma Pollmerová, psychologická studie (Frau Pollmer, eine psychologische Studie), neveselé, ironické a jízlivě čtení, ve kterém May vypsal všechnu zlost, která se v něm nahromadila během procesů a pronásledování.
- Meine dankbaren Leser – Verteidigungsschrift (Od vděčného čtenáře), osmdesátý šestý svazek díla vydaný roku 2005, obsahuje obhajovací spis z roku 1902, jehož plný titul zní Karel May jako vychovatel aneb Pravda o Karlu Mayovi od vděčného čtenáře (Karl May als Erzieher und Die Wahrheit über Karl May von einem dankbaren May-Leser), přičemž existuje domněnka, že některé z dopisů od čtenářů si sepsal May sám.
- Briefwechsel mit Friedrich Ernst Fehsenfeld I-II (Korespondence s Friedrichem Ernstem Fehsenfeldem I-II), devadesátý první (2007) a devadesátý druhý svazek (2008) díla vydaný v roce, korespondence Karla Maya s jeho nejvýznamnějším vydavatelem Friedrichem Ernstem Fehsenfeldem z let 1891–1912.
- Briefwechsel mit Sascha Schneider (Korspondence se Saschou Schneiderem), devadesátý třetí svazek díla vydaný roku 2009, korespondence Karla Maye se svým přítelem a malířem Saschou Schneiderem, tvůrcem obálek některých vydání jeho knih.
- Briefwechsel mit Joseph Kürschner (Korespondence s Josefem Kürschnerem), devadesátý čtvrtý svazek díla vydaný roku 2013, korespondence Karla Maye s lexikografem, redaktorem a nakladatelem Josephem Kürschnerem.
- Briefwechsel mit seinen 'Kindern' I-II (Korespondence s jeho 'dětmi' I-II), devadesátý pátý a devadesátý šestý svazek díla (oba z roku 2020), korespondence mezi Karlem Mayem a jeho pěti mladými obdivovateli.

## Můj život a mé cíle
Nejvýznamnějším autobiografickým spisem Karla Maye je jeho kniha Můj život a mé cíle (Mein Leben und Streben) ve které May vylíčil svůj život a snažil se vysvětlit smysl svých literárních děl. Kniha prvně vyšla roku 1910 v nakladatelství Friedrich Ernst Fehsenfeld ve Freiburgu. Na titulním listě je vytištěno, že jde o první díl, k napsání druhého se však May již nedostal.         
V knize May nejprve popisuje své dětství, které prožil v bídě v chudé rodině tkalce. V další kapitole, nazvané Ztracené mládí, vylíčil pak snahy svého otce dát mu vzdělání, které však nebylo přiměřené jeho věku a přineslo mu později psychické problémy. Dále píše, jak se dostal do učitelského semináře ve Waldenburgu, odkud byl vyloučen za „krádež“ vosku z vyhořelých svíček. Popisuje, jak se po dokončení semináře ve škole v Plavně stal učitelem a jak mu bylo učitelské povolání zakázáno vykonávat po odsouzení na šest týdnů vězení za „krádež“ vypůjčených hodinek, které zapomněl vrátit svému spolubydlícímu.   
V kapitole V propasti líčí autor své duševní stavy a psychické problémy, které ho postupně přivedly na téměř sedm let do vězení. Popisuje však také, jak během výkonu trestu začal vymýšlet koncepci svého příštího díla, ve kterém chtěl na podobenstvích ukázat cestu od nízkého smyslového člověka k člověku ušlechtilému. K tomu mu měli sloužit dva příklady – americký a orientální, zosobněné v indiánské a semitomohamedánské rase. V Americe měla být ideálem mužská postava (indiánský náčelník Vinnetou), v Asii ženská (kurdská princezna Marah Durimeh).   
V další části knihy líčí Karel May hanebné praktiky v drážďanském vydavatelství kolportážních románů nakladatele H. G. Münchmeyera, kde falšovali Mayovy rukopisy dopisováním erotických (a na tu dobu dosti nemravných) scén. Takto upravené kolportážní romány se pak staly společně s autorovou „kriminální minulostí“ základem kruté štvanice na autorovu osobu poté, co zakázal tyto romány opět vydávat.   
Závěrem se autor zmiňuje o soudních procesech, kterými chtěl očistit své jméno, zdůrazňuje svou víru v Boha, která mu vždy pomáhala v nejtěžších chvílích jeho života, a opět se vrací ke smyslu svých románů a povídek, ve kterých chtěl ukázat cestu z Ardistanu do Džinistanu, z bažinaté nížiny do slunečných hor, ze země nízkých a egoistických forem bytí, do země humanity a lásky k bližnímu.
Kniha Můj život a mé cíle vyšla česky pouze třikrát. Poprvé ji vydal roku 1923 v překladu Jaroslava Vávry pod názvem Zpověď (Můj život a mé snahy) pražský nakladatel Vojtěch Šeba. Druhé vydání pochází z dalšího pražského nakladatelství Toužimský a Moravec. Zde kniha vyšla roku 1932 v překladu Františka Schörpnera v edici Romány, které napsal život pod názvem Vyznání (Spravedlnost pro Karla Maye). Třetí vydání pak vyšlo až po šedesáti letech roku 1992 (za komunistického režimu kniha vyjít pochopitelně nemohla). V překladu Jiřího Stacha vydalo Mayovou autobiografii pod poněkud nevhodným názvem Já, náčelník Apačů nakladatelství Olympia.